# Iñaki Olaortua
Iñaki Olaortua Descarga (Elgeta, Guipúzcoa, País Vasco, 3 de agosto de 1993), conocido deportivamente como Olaortua, es un futbolista español que juega como defensa en el Real Unión Club de la Primera Federación.

## Trayectoria
Formado en las categorías inferiores de la Sociedad Deportiva Eibar, debutó en categoría sénior con el filial del mismo en la Tercera División de España. Las campañas siguientes jugó cedido por una temporada en el C. D. Anaitasuna y en el S. D. Zamudio, finalizando contrato con la S. D. Eibar "B" en verano de 2014. Así pues, fichó por el Club Portugalete, de la misma categoría que sus anteriores clubes, en el grupo vasco de la Tercera División. Realizaría una gran campaña con éste consiguiendo el ascenso a la Segunda División B.
En verano de 2015 fue traspasado al Deportivo Aragón. Siendo un fijo en las alineaciones del filial zaragocista, comenzó a entrenar durante algunas sesiones con el primer equipo y fue convocado para varios partidos con el Real Zaragoza, cubriendo así las bajas que el equipo blanquillo arrastraría a principios de temporada. Debutó con el Real Zaragoza en la Copa del Rey contra la Unió Esportiva Llagostera el 15 de octubre de 2015 en el Estadio de La Romareda, encuentro que finalizaría con un 1-2 para los visitantes, siendo una acción involuntaria de Olaortua la que decidiría el partido en el descuento al despejar un balón centrado al área por un jugador del equipo catalán, tanto que supondría la eliminación del Real Zaragoza en dicha edición de la Copa del Rey. Justo un mes después, el 15 de noviembre, y también en La Romareda, debutó en la Segunda División en el partido contra el Real Valladolid Club de Fútbol, que acabaría también con derrota para el equipo blanquillo (0-2).
En junio de 2018 se hizo oficial su fichaje por el Real Racing Club de Santander, siendo la primera incorporación del equipo cántabro para la temporada 2018-19. Tras dos años en Santander, en agosto de 2020 fichó por el C. D. Atlético Baleares. En este equipo estuvo tres temporadas y el 17 de julio de 2023 firmó por la U. D. Ibiza.
El 8 de julio de 2024 regresó al País Vasco y fichó por el Real Unión Club con un contrato de dos años.

## Clubes
| Club                    | País   | Año       |
| ----------------------- | ------ | --------- |
| S. D. Eibar "B"         | España | 2011-2012 |
| C. D. Anaitasuna        | España | 2012-2013 |
| S. D. Zamudio           | España | 2013-2014 |
| Club Portugalete        | España | 2014-2015 |
| Deportivo Aragón        | España | 2015-2016 |
| S. D. Amorebieta        | España | 2016-2017 |
| Barakaldo C. F.         | España | 2017-2018 |
| Racing de Santander     | España | 2018-2020 |
| C. D. Atlético Baleares | España | 2020-2023 |
| U. D. Ibiza             | España | 2023-2024 |
| Real Unión Club         | España | 2024-     |